# Сент-Крой (приток Миссисипи)
Сент-Крой (Сент-Круа́, англ. St. Croix; в переводе с французского — «Святой Крест») — река в США, левый приток реки Миссисипи. Образует естественную границу штатов Висконсин и Миннесота. Впадает в Миссисипи ниже реки Миннесота. Берёт исток в округе Дуглас (Висконсин).
В верховьях и долине реки Сент-Крой жила юго-западная территориальная группа индейского народа оджибве.
В 1905—1907 годах на реке построена ГЭС Сент-Крой-Фолс 25,9 МВт для электроснабжения города Миннеаполис.

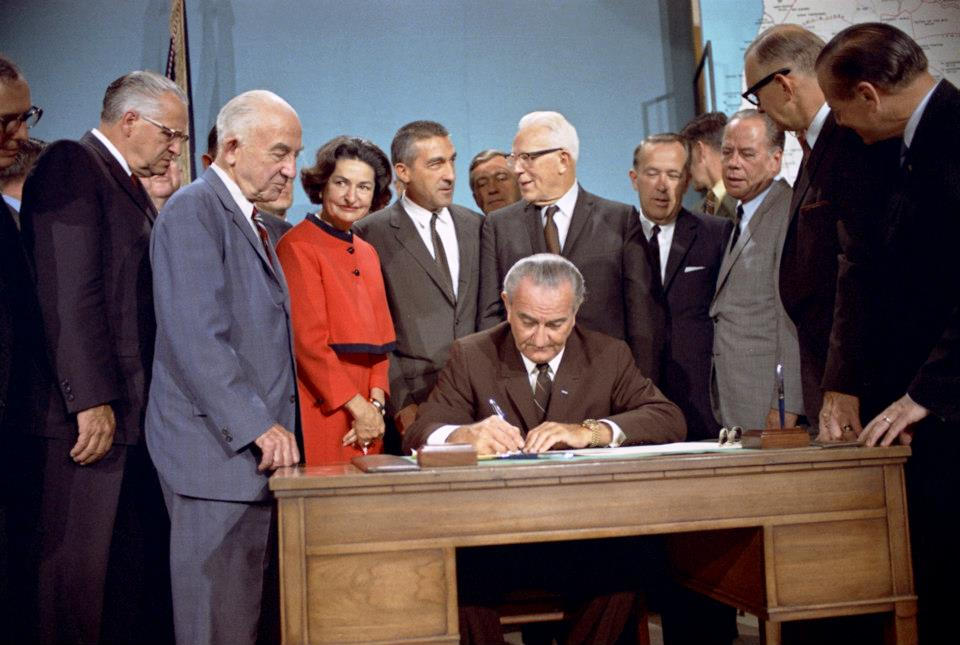
Президент Линдон Джонсон подписывает Закон «О диких и живописных реках», 2 октября 1968 года

Река является особо охраняемым природным объектом по Закону США «О диких и живописных реках» 1968 года, соавтором которого являются сенатор от штата Миннесота Уолтер Мондейл и сенатор от штата Висконсин Гейлорд Нельсон.

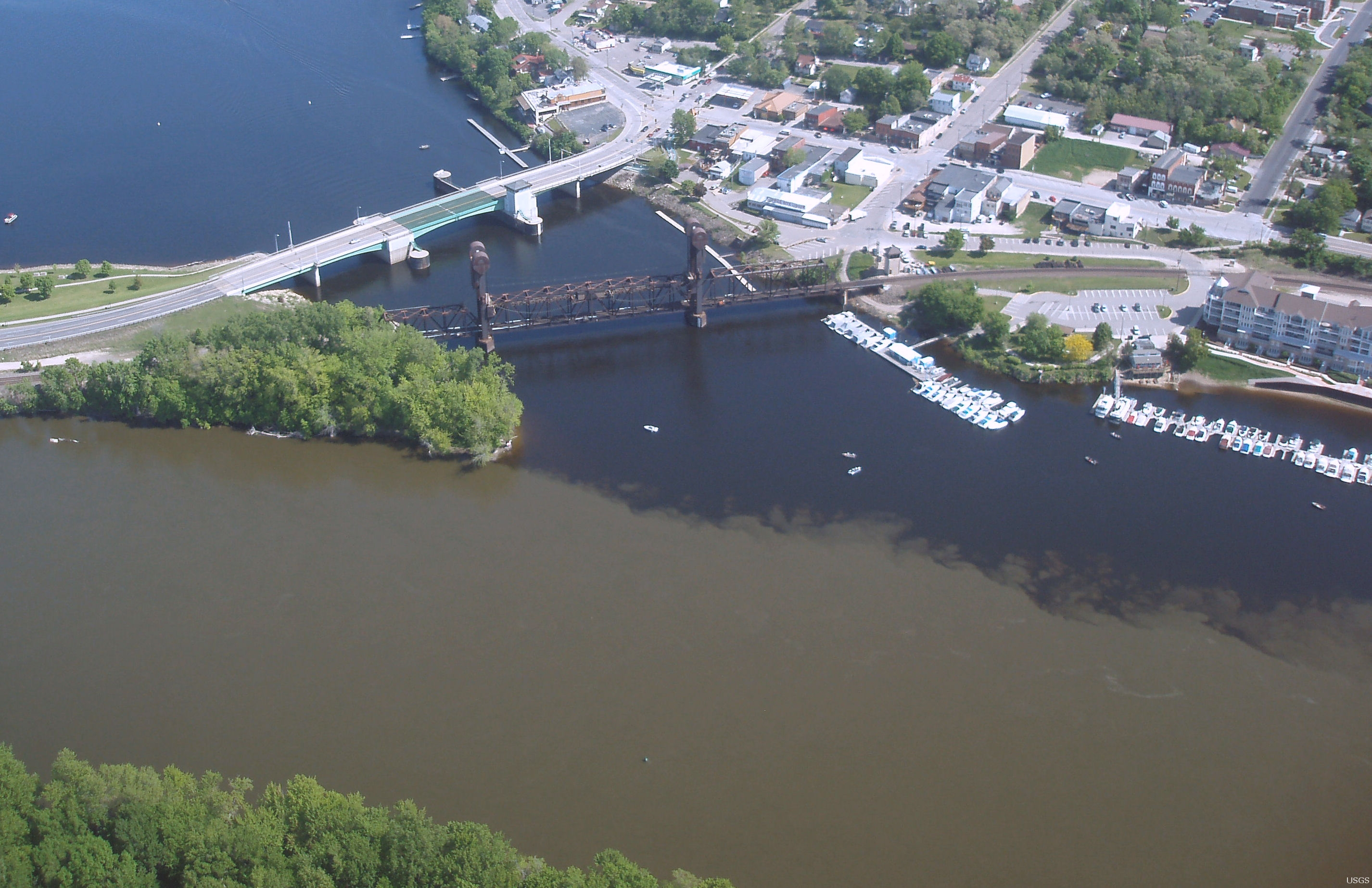
Место впадения реки Сент-Крой в Миссисипи у города Прескотт (Висконсин) (Висконсин). Видны автодорожный разводной мост Прескотт и железнодорожный мосты через реку Сент-Крой

В 1990 году построен разводной мост между городом Прескотт (Висконсин) и тауншипом Денмарк (Миннесота).
Через реку построен экстрадозный мост Сент-Крой-Кроссинг между городами Ок-Парк-Хайтс (Миннесота) и Сент-Джозеф (Висконсин), открытый 2 августа 2017 года. Он заменил подъёмный мост Стиллуотер между городами Стиллуотер (Миннесота) и Хоултон (Висконсин).